# Gipsverband

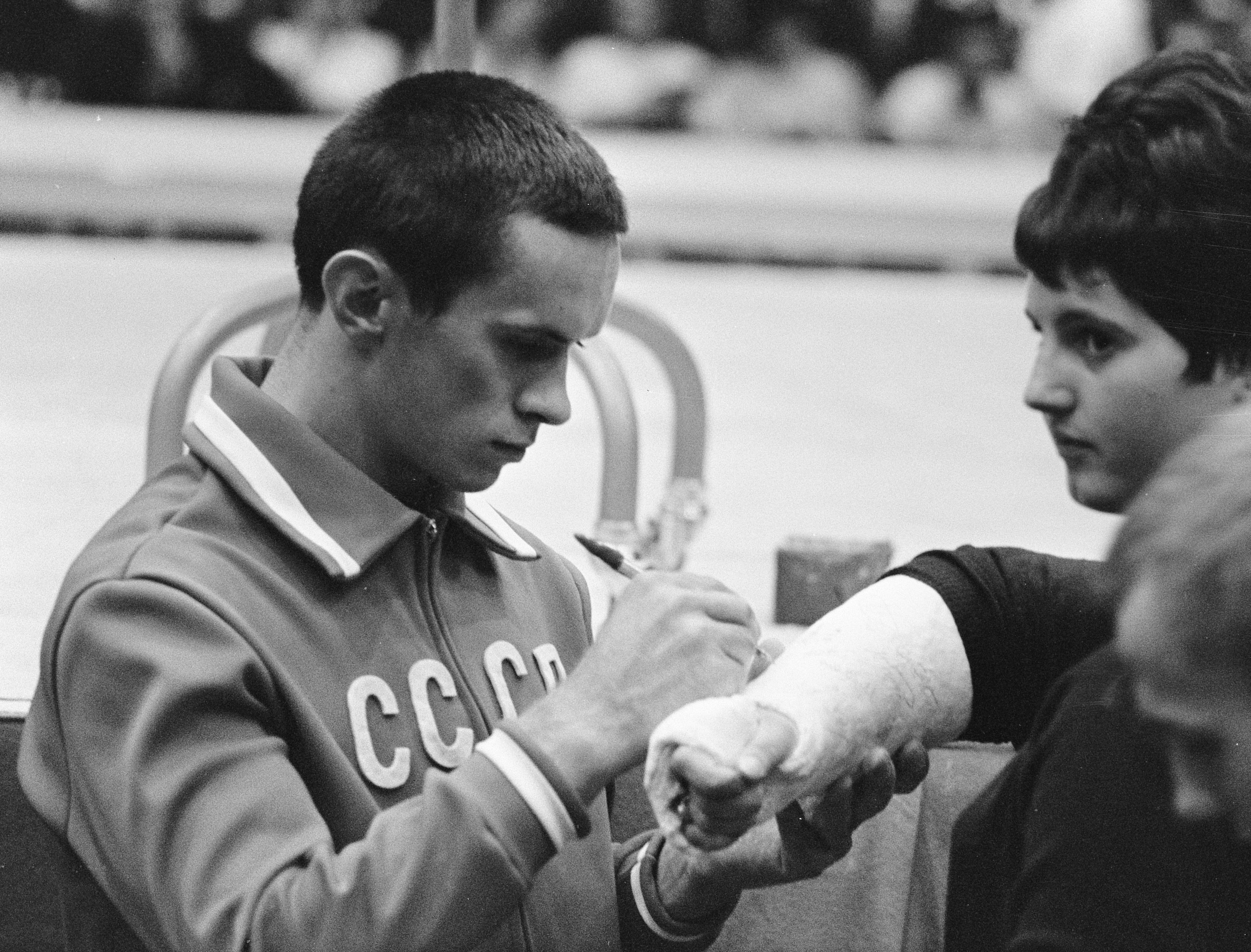
Michail Woronin unterschreibt auf einem Gipsverband

Ein Gipsverband ist ein Verband, der in der Regel zur äußeren, mechanischen Fixation eines Knochenbruches (Fraktur) angelegt wird. Diese Art der Frakturbehandlung nennt man konservativ. Sie wird vor allem bei unkomplizierten, nicht verschobenen bzw. nach dem Reponieren stabilen Knochenbrüchen angewandt. Das Gegenteil dazu ist die operative Behandlung, bei der die einzelnen Knochenteile mittels Metallteilen fixiert werden (siehe Osteosynthese).
Als weitere Indikationen für das Anlegen eines Gipsverbandes gelten z. B. Ruhigstellung und/oder Schmerzlinderung bei
schweren Zerrungen und Prellungen sowie nach operativer Behandlung von Sehnen- und Bänderrissen.
Meist werden Gipsverbände an den Extremitäten angelegt.

## Geschichte
Gips zur Immobilisierung von Knochenbrüchen wurde im 9. Jahrhundert von arabischsprachigen Ärzten in Form von Gipsumgüssen eingesetzt. Im 19. Jahrhundert griff Johann Friedrich Dieffenbach dieses Verfahren wieder auf. Der Gipsverband als (mit Gips imprägnierte) Gipsbinde oder Fertiglonguette wurde 1852 von dem niederländischen Arzt Antonius Mathijsen (1805–1878) im Herzogtum Brabant erfunden und fand bald darauf weltweite Verbreitung. Mathijsen streute dazu Gipspulver in Mullbinden ein und feuchtete diese unmittelbar vor Gebrauch mit Wasser an. Er arbeitete als Armeearzt.
Allerdings wurden schon seit prähistorischer Zeit Schienen in Verbund mit anderen aushärtenden Materialien, wie z. B. Lehm oder Ton verwendet. Die Haltbarkeit dieser ließ allerdings zu wünschen übrig. 1834 hatte der belgische Militärarzt Louis Seutin schon einen Verband aus Leinenbinden, Schienen und Stärke entwickelt (den Kleisterverband), der aber zwei Tage zur Trocknung benötigte, was besonders für Soldaten während der Schlacht ungeeignet war. Mathijsen entschied sich für Baumwolle und Gips. Diese Kombination hatte sehr viele Vorteile. Es war billig, die Verbände ließen sich leicht anlegen und wieder abnehmen, blieben aber gut am Arm oder Bein haften, trockneten schnell und waren außerdem so stabil, dass die Wanddicke und damit das Gewicht relativ niedrig bleiben konnten. 1852 ging Mathijsen mit seiner Erfindung an die Öffentlichkeit und schon bald trat der Gips seinen Siegeszug auch in der zivilen Medizin an.
Mehr als ein Jahrhundert lang veränderte sich am Gipsverband nicht viel. Erst im auslaufenden 20. Jahrhundert trat der Gipsverband immer mehr in den Hintergrund und wird fast nur noch zur kurzzeitigen Fixation verwendet. Bei längeren Behandlungen werden inzwischen überwiegend Kunststofffasern mit Kunstharz verwendet. Die Vorteile sind noch schnellere Härtung, noch geringeres Gewicht und bessere Resistenz gegen Nässe. Allerdings sind die Kosten bedeutend höher und die Frage nach der Umweltverträglichkeit (bei Herstellung und Entsorgung) der Verbände wird kaum gestellt.

## Nachteile von Gipsverbänden
- Thrombosegefahr durch die Ruhigstellung
- Gelenkversteifung durch die Ruhigstellung
- Gefahr der negativen Beeinflussung der Durchblutung und Nervenfunktion
- Abbau von Muskelmasse (Muskelatrophie) durch Immobilisation